# Liste lokaler Rundfunkanbieter in Bayern
Die Liste lokaler Rundfunkanbieter in Bayern verzeichnet die lokalen Hörfunk- und Fernsehanbieter in Bayern nach ihren Verbreitungsgebieten.
| Planungs- regionen  | kreisfreie Städte/ Landkreise                                                                                        | Lokaler Hörfunk                                                                            | Lokal-TV                                        |
| ------------------- | --- | ------------------------------------------------------------------------------------------ | ----------------------------------------------- |
| 1 Untermain         | Aschaffenburg Lkr. Aschaffenburg Lkr. Miltenberg                                                                     | Radio Primavera                                                                            | TV Mainfranken                                  |
| 2 Würzburg          | Würzburg Lkr. Würzburg Lkr. Kitzingen Lkr. Main-Spessart                                                             | 106,9 Radio Gong Radio Charivari Würzburg                                                  | TV Mainfranken                                  |
| 3 Main-Rhön         | Schweinfurt Lkr. Schweinfurt Lkr. Bad Kissingen Lkr. Haßberge Lkr. Rhön-Grabfeld                                     | Radio Primaton Radio Hashtag+                                                              | TV Mainfranken                                  |
| 4 Oberfranken-West  | Bamberg Lkr. Bamberg Lkr. Forchheim                                                                                  | Radio Bamberg                                                                              | TV Oberfranken                                  |
| 4 Oberfranken-West  | Coburg Lkr. Coburg Lkr. Kronach Lkr. Lichtenfels                                                                     | Radio Eins                                                                                 | TV Oberfranken                                  |
| 5 Oberfranken-Ost   | Bayreuth Lkr. Bayreuth                                                                                               | Radio Mainwelle                                                                            | TV Oberfranken                                  |
| 5 Oberfranken-Ost   | Lkr. Kulmbach | Radio Plassenburg                                                                          | TV Oberfranken                                  |
| 5 Oberfranken-Ost   | Hof (Saale) Lkr. Hof Lkr. Wunsiedel                                                                                  | Extra-Radio Radio Euroherz                                                                 | TV Oberfranken                                  |
| 7 Nürnberg          | Nürnberg Lkr. Nürnberger Land Erlangen Lkr. Erlangen-Höchstadt Fürth Lkr. Fürth Schwabach Lkr. Roth                  | 98.6 Charivari Hit Radio N1 Radio F Radio Gong 97,1 Radio Z max neo                        | Franken Fernsehen (auch Lkr. Neumarkt i.d.OPf.) |
| 8 Westmittelfranken | Ansbach Lkr. Ansbach Lkr. Neustadt an der Aisch-Bad Windsheim Lkr. Weißenburg-Gunzenhausen                           | Radio 8                                                                                    | Franken Fernsehen (auch Lkr. Neumarkt i.d.OPf.) |
| 6 Oberpfalz-Nord    | Amberg Lkr. Amberg-Sulzbach Weiden in der Oberpfalz Lkr. Neustadt an der Waldnaab Lkr. Schwandorf Lkr. Tirschenreuth | Radio Ramasuri                                                                             | Oberpfalz TV                                    |
| 11 Regensburg       | Regensburg Lkr. Regensburg Lkr. Cham Lkr. Kelheim (nördlicher Teil) Lkr. Neumarkt in der Oberpfalz                   | Gong FM Radio Charivari Regensburg                                                         | TVA Ostbayern                                   |
| 12 Donau-Wald       | Passau Lkr. Passau Lkr. Freyung-Grafenau                                                                             | UnserRadio                                                                                 | Niederbayern TV Passau                          |
| 12 Donau-Wald       | Lkr. Deggendorf Lkr. Regen                                                                                           | UnserRadio                                                                                 | Niederbayern TV Deggendorf-Straubing            |
| 12 Donau-Wald       | Straubing Lkr. Straubing-Bogen                                                                                       | Radio AWN                                                                                  | Niederbayern TV Deggendorf-Straubing            |
| 13 Landshut         | Landshut Lkr. Landshut Lkr. Dingolfing-Landau Lkr. Kelheim (südlicher Teil) Lkr. Rottal-Inn                          | Radio Trausnitz                                                                            | Niederbayern TV Landshut                        |
| 16 Allgäu           | Kempten Lkr. Oberallgäu Kaufbeuren Lkr. Ostallgäu Lkr. Lindau (Bodensee)                                             | RSA Radio                                                                                  | allgäu.tv                                       |
| 15 Donau-Iller      | Lkr. Neu-Ulm Lkr. Günzburg                                                                                           | Donau 3 FM                                                                                 | Regio TV Schwaben                               |
| 15 Donau-Iller      | Memmingen Lkr. Unterallgäu                                                                                           | Hitradio RT1 Radio Fantasy (nur Augsburg, Aichach-Friedberg)                               | allgäu.tv                                       |
| 9 Augsburg          | Augsburg Lkr. Augsburg Lkr. Aichach-Friedberg Lkr. Dillingen an der Donau Lkr. Donau-Ries                            | Hitradio RT1 Radio Fantasy (nur Augsburg, Aichach-Friedberg)                               | a.tv                                            |
| 10 Ingolstadt       | Lkr. Neuburg-Schrobenhausen                                                                                          | Hitradio RT1 Radio Fantasy (nur Augsburg, Aichach-Friedberg)                               | tv.ingolstadt                                   |
| 10 Ingolstadt       | Ingolstadt Lkr. Eichstätt Lkr. Pfaffenhofen an der Ilm                                                               | Radio IN                                                                                   | tv.ingolstadt                                   |
| 14 München          | München Lkr. München                                                                                                 | 95.5 Charivari Energy München Radio 2Day Radio Arabella Radio Gong 96.3 LORA München M94.5 | münchen.tv                                      |
| 14 München          | Lkr. Fürstenfeldbruck Lkr. Starnberg Lkr. Landsberg am Lech Lkr. Dachau Lkr. Freising Lkr. Erding Lkr. Ebersberg     | Radio Top FM                                                                               | münchen.tv                                      |
| 17 Oberland         | Lkr. Garmisch-Partenkirchen Lkr. Weilheim-Schongau                                                                   | Radio Oberland                                                                             | münchen.tv                                      |
| 17 Oberland         | Lkr. Bad Tölz-Wolfratshausen Lkr. Miesbach                                                                           | Radio Alpenwelle                                                                           | münchen.tv                                      |
| 18 Südostoberbayern | Rosenheim Lkr. Rosenheim                                                                                             | Radio Charivari Rosenheim                                                                  | rfo                                             |
| 18 Südostoberbayern | Lkr. Altötting Lkr. Mühldorf am Inn                                                                                  | Radio ISW                                                                                  | rfo                                             |
| 18 Südostoberbayern | Lkr. Berchtesgadener Land Lkr. Traunstein                                                                            | Bayernwelle SüdOst                                                                         | rfo                                             |